# Santiago de Guevara
Santiago de Guevara (Guetaria - Oaxaca, 1526) fue un marino y explorador español que participó en la expedición de García Jofre de Loaisa para la colonización de las Islas Molucas por la Corona Española.
La escuadra la formaban 7 naves y Santiago de Guevara era el comandante de la nao "Santiago". 
Falleció durante la travesía como la mayoría de la expedición, incluido su cuñado Juan Sebastián Elcano y el propio  Jofre de Loaisa. 

## Antecedentes históricos
El Tratado de Tordesillas y las bulas papales que pretendían solventar diferencias entre españoles y portugueses no consiguieron evitar un encendido debate sobre las tierras situadas en el antimeridiano: las Molucas, precisamente las islas de las especies tan ansiadas por todos ellos.
Las reuniones de representantes de ambos países en Badajoz y Yelbes finalizaron sin acuerdo, aprestándose unos y otros a realizar movimientos que acreditasen su respectiva legitimidad.
En La Coruña se preparó una armada para la conquista de las Islas Molucas siguiendo la ruta de  Magallanes. Carlos I nombró Capitán General de la misma a  García Jofre  de Loaisa
Seis naos y un galeón se aprestaron en el puerto de La Coruña; La «Santa María de la Victoria», al mando de García Jofre de Loaisa, la «Santi-Spiritus» con el piloto mayor Juan Sebastián de Elcano, la «Anunciada», la «San Gabriel», la «Santa María del Parral”, la «San Lesmes» Francisco de Hoces,  y la más modesta, el patache «Santiago», de sólo 50 toneles, bajo el mando de Santiago de Guevara, con su primo el capellán Juan de Areizaga. 
Embarcó también Andrés de Urdaneta futuro descubridor del “tornaviaje» desde Filipinas. 

## Biografía

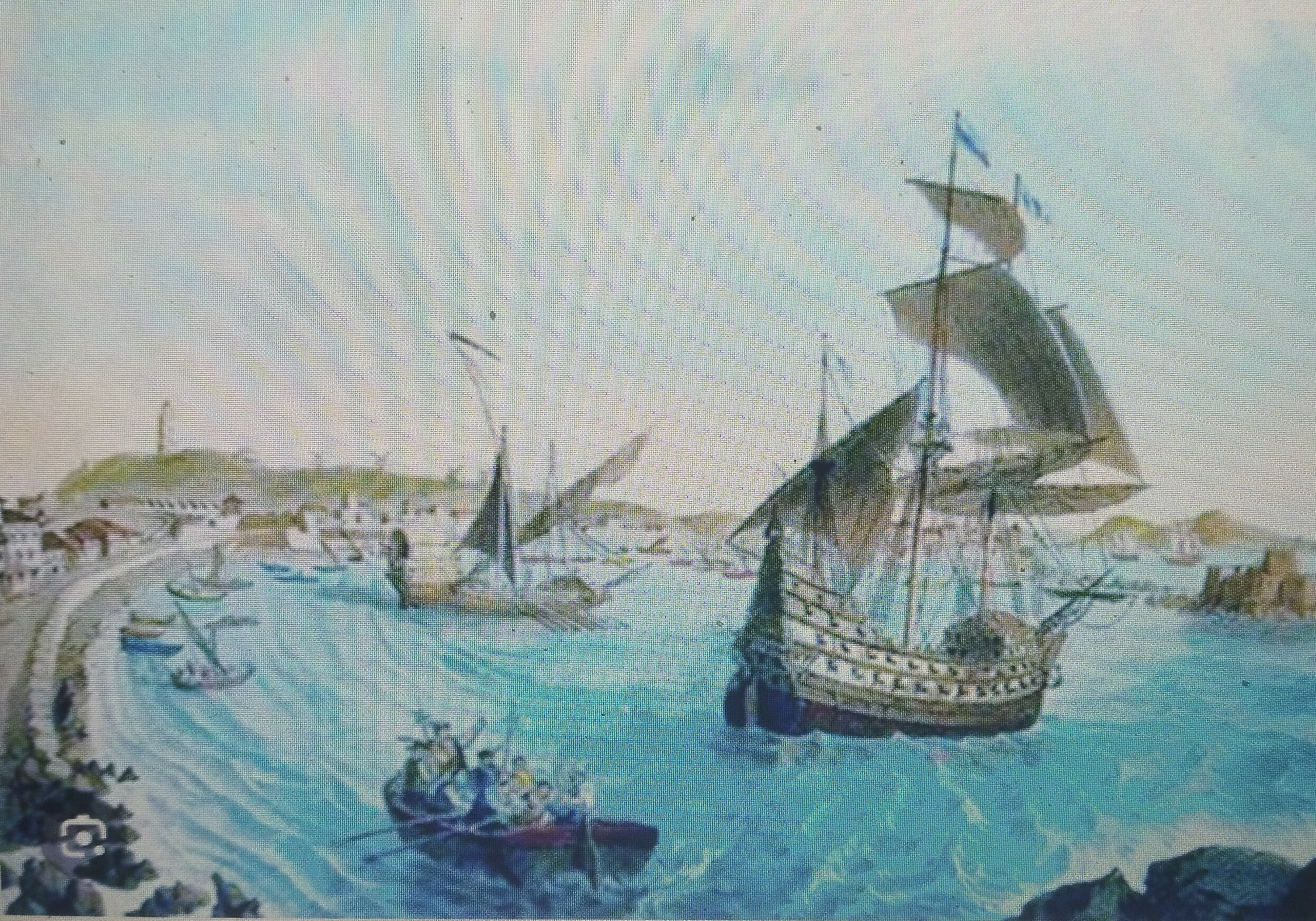
Salida de la flota de García Jofre de Loaísa del puerto de La Coruña

Santiago de Guevara era  marino y cuñado de Juan Sebastián Elcano.
Junto con otros navegantes como el cosmógrafo Andrés de Urdaneta fueron enrolados en la expedición de Loaisa  por la influencia de Elcano. 
Fue al mando  del patache "Santiago", el más pequeño de la expedición con  60 toneladas. En la nave viajaba  el capellán Juan de Areizaga. 
Fue una singladura caótica que comenzó  el 24 de julio del año 1525 navegando sin problemas hasta que llegaron al Río de la Plata el 29 de noviembre. 
En el paso del estrecho de Magallanes sufrieron unas tormentas que hicieron naufragar varias embarcaciones obligando a refugiarse las supervivientes. 
El 26 de mayo de 1526 las cuatro naves que quedaban surcaban la boca occidental del Estrecho entre el cabo de San Ildefonso (Cabo Victoria) y el Cabo Deseado (Cabo Pilares). 
Pero el infortunio continuaba acechando a la expedición y el patache "Santiago" perdió el rumbo y el contacto con las demás el 1 de junio del año 1526.
Los cincuenta hombres de a bordo con menguadas provisiones -tenía a bordo cuatro quintales de bizcocho y ocho pipas de agua- se enfrentaban a un futuro muy sombrío, a pesar de lo cual en los 47 grados 30′ de latitud Sur concibieron la idea suicida de poner proa al norte, y derrotar hacia el oeste de Nueva España, la costa occidental de la tierra conquistada por Hernán Cortés y que todavía no figuraba en los mapas. 
Llegaron hasta Oaxaca con Santiago de Guevara ya enfermo. En su lugar fue Areizaga a entrevistarse y relatar lo acontecido  a Hernán Cortés en Ciudad de México que estaba a 150 leguas. 

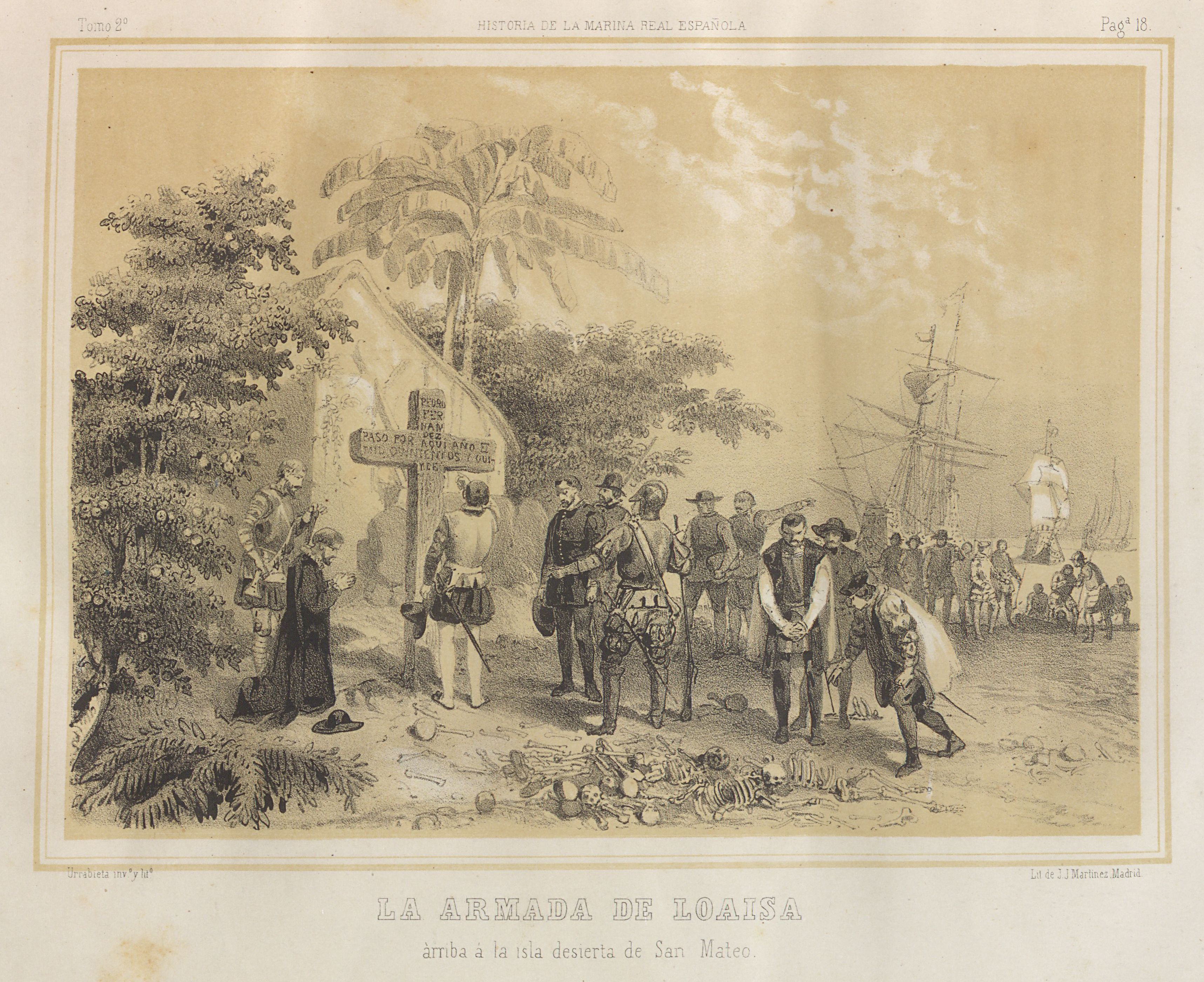
La armada de Loaisa llega a la isla desierta de San Mateo

Santiago falleció en Oaxaca en noviembre de 1526.
Hernán Cortés aprovechó los restos de la nao Santiago para construir una nueva nave y enviar una expedición de socorro a la flota de Loaisa, a las Molucas en la que descubrieron las islas Hawai.
A veces existe cierta confusión con  Hernando de Guevara (Mondragón 1503 ?- 1530 Molucas) del que no era pariente.  También viajó en la misma expedición de Loaisa  en la nave Sancti- Spiritus con Elcano y Urdaneta. 